# Sista chansen (bok, 1999)
Sista chansen (originaltitel Last Chance Saloon)  är en chicklit-roman från 1999 av den irländska författaren Marian Keyes. Boken är författarens fjärde och utkom i Sverige på Norstedts förlag 2001.

## Handling
Sista chansen handlar om vännerna Katherine, Tara och Fintan som alla har stött på svåra problem. Katherine är rädd att bli kär, eftersom hon är missnöjd med sina tidigare relationer. Tara vågar inte göra slut med sin pojkvän, trots att han behandlar henne illa, och Fintan som faktiskt lever ett lyckligt liv, drabbas av cancer.